# 10863 Oye
10863 Oye è un asteroide della fascia principale. Scoperto nel 1995, presenta un'orbita caratterizzata da un semiasse maggiore pari a 2,9368724 UA e da un'eccentricità di 0,0755860, inclinata di 13,37232° rispetto all'eclittica.